# Номерні знаки Росії
Код Росії для міжнародного руху ТЗ — (RUS).

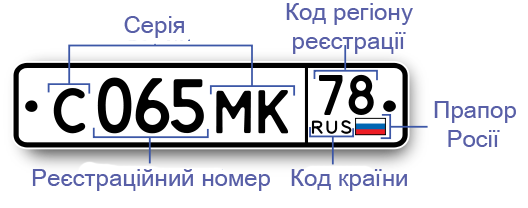
Розшифровка номерного знаку

Номерні знаки Росії було запроваджено 1993 року. Їхня концепція перемежовує декілька інших:
1. маленькі літери — традиції СРСР
2. цифровий код в позиції суфікса — французький стандарт (FNI) 1950—2009
3. розділювач між окремими «вікнами» — арабська традиція

## Формат
У Російській Федерації більшість реєстраційних знаків - стандартні знаки зразка 1993 року, вид яких визначений ГОСТ Р 50577-93 (наказ від 30 липня 1993 № 362 про нові державні реєстраційні знаки транспортних засобів). Номерні знаки маршрутних ТС, військових ТС, ТС дипломатичних місій, ТС МВС Росії, причепів, будівельної техніки та мотоциклів мають формат та/або розміри, що трохи відрізняються від стандартного.
З 1 січня 2019 року в Росії планувалося ввести в дію новий ГОСТ Р 50577-2018. Основні відмінності нового Держстандарту від старого:
- додано кілька нових типів номерних знаків;
- змінено зовнішній вигляд та розміри деяких номерів;
- скасовано фіксовані отвори для кріплення номерів.

Однак у грудні 2018 року ДІБДР звернулася до Росстандарту про перенесення дати введення нового стандарту з 1 січня на 4 серпня, і Росстандарт пішов назустріч. 4 серпня 2019 року запровадження нового ДСТУ знову перенесли на рік, проте дозволили встановлювати на автомобілі та мотоцикли реєстраційні знаки, передбачені новим ДСТУ. 4 серпня 2020 року новий ГОСТ набув чинності.
Комбінації на стандартних номерних знаках будуються за принципом - 1 літера, 3 цифри, 2 літери. Літери означають серію номерного знака, а цифри номер. ГОСТом для використання на знаках дозволено 12 букв кирилиці, що мають графічні аналоги в латинському алфавіті — А, В, Е, К, М, Н, О, Р, С, Т, У та Х. У правій частині номерного знака є секція, якої розміщені: у нижній частині - прапор РФ і буквений код RUS, а у верхній - код суб'єкта РФ, де був зареєстрований автомобіль. Літери та цифри коду регіону за розміром шрифту є меншими, ніж основні цифри.
Спочатку вид номерів дещо відрізнявся від сучасного, оскільки номери нового стандарту випускалися ще за радянською технологією з використанням білої фарби, а зображення прапора не було. Пластини були як алюмінієві, і сталеві. Пізніше, коли було впроваджено сучасну технологію, яка передбачає застосування для фону світловідбиваючої плівки (замість білої фарби), зображення прапора Росії з'явилося, разом з цим став друкуватися на плівці та напис RUS (тільки для автомобільних номерів типів 1, 1а та причіпних номерів), пластини тільки алюмінієві.

«Географія» кодів номерних знаків.

Всі номери, що використовуються, зареєстровані. Для кожного адміністративного району є свій номер, загальний для всіх автомобілів, зареєстрованих у цьому окрузі. Загальна кількість комплектів реєстраційних знаків, яка може бути виготовлена для кожного суб'єкта Росії, визначається ГОСТом і становить 1 млн 726 тис. 272 (=12³×(10³-1), номери з трьох нулів бути не може).
Спочатку як коди регіонів застосовувалися лише числа від 01 до 89, за кількістю регіонів РФ на 1 січня 1993 року. Проте кількість автомобілів, що реєструються, з кожним роком збільшується, і номерних знаків з допустимими комбінаціями починає бракувати. З цієї причини в ряді суб'єктів Росії введено додаткові кодові позначення, які можна використовувати на знаках; спочатку почалася видача кодів регіонів від 90 до 99 (крім коду 92, який згодом був задіяний у Севастополі), а потім перейшли до тризначних кодів регіонів. Для тризначних кодів як перша цифра спочатку дозволялося використовувати лише одиницю, з 2013 року — 1 і 7, а з літа 2020 року — будь-яку цифру, крім нуля. Три і більше кодів регіону використовує Москва (коди 77, 99, 97, 177, 199, 197, 777, 799, 797, 977), Московська область (50, 90, 150, 190, 750, 790), Красноярський край , 84, 88, 124), Санкт-Петербург (78, 98, 178, 198), Краснодарський край (23, 93, 123, 193), Пермський край (59, 81, 159), Іркутська область (38, 85, 138), Самарська область (63, 163, 763), Свердловська область (66, 96, 196), Республіка Татарстан (16, 116, 716), Ростовська область (61, 161, 761), Республіка Башкортостан (02, 702) і Челябінська область (74, 174, 774), при цьому Красноярський і Пермський краї та Іркутська область отримали коди на 8 «в спадок» від інших суб'єктів федерації, що увійшли до їх складу. 17 суб'єктів використовують два коди регіону. Перший код регіону, що починається на 9, почав видаватися з липня 1998 року, а перший тризначний код – з лютого 2005 року (в обох випадках – у Москві). Після об'єднань регіонів, що пройшли в 2005—2008 роках, видання більшої частини номерів з кодами регіонів, що починаються на 8, припинено.
Після введення ГОСТ Р 50577-93 номери попередніх зразків не вилучалися, тому досі на дорогах Росії ще можна зустріти автомобілі з радянськими номерними знаками: зразка 1980 року - з чотирьох цифр і трьох букв на білому тлі, і навіть зразка 1959 року - з двох двоцифрових чисел, розділених дефісом, і трьох літер, що йдуть за ними, на чорному тлі. Жовті номери зразка 1946 року сьогодні можна зустріти тільки на ретроавтомобілях, знятих з обліку. Після введення ГОСТ Р 50577-2018 міняти номерні знаки також не потрібно.
З 15 жовтня 2013 року у Росії почали діяти нові правила реєстрації автотранспортних засобів. Згідно з новими правилами, при зміні власника автомобіля номерний знак може бути збережений (за винятком номера радянського типу), якщо він зберігся у відмінному стані (відсутні вм'ятини, потертості та тріщини). А якщо ні, то можна виготовити дублікат номерного знака або отримати новий. Таким чином, процедуру зняття/постановки на облік замінено на перереєстрацію. Ця зміна фактично скасувала поняття транзитного номера; транзитні номерні знаки тепер видаються лише автомобілям, які вивозяться за кордон на постійній основі. Іншим головним зміною є можливість перереєстрації автомобіля у будь-якому відділенні ДІБДР біля РФ.
З 1 січня 2020 року правила реєстрації знову зазнали змін. Важливою зміною стала можливість усунення ДІБДР від видачі пластин з номерним знаком: при постановці автомобіля на облік або його перереєстрації, ДІБДР може не видавати пластину, а лише привласнити комбінацію літер та цифр з видачею відповідного офіційного паперу, а виготовлення самих пластин автовласник може робити у авторизованих приватних фірм. Таким чином вирішується проблема періодичного браку номерних знаків у МРЕВ, а також надано можливість виготовлення номера будь-якого регіону в будь-якому регіоні реєстрації. Другою важливою зміною є повернення до прив'язки реєстрації автовласника та номера регіону: при розбіжності коду регіону реєстрації автовласника кодом регіону реєстрації транспортного засобу буде потрібно замінити державний реєстраційний номер при наступній реєстраційній дії (наприклад, при продажу транспортного засобу) у разі ініціативи ДІБДР. Безумовна заміна раніше виданих державних реєстраційних номерів не передбачається.
Російський стандарт на автомобільні номери ліг в основу стандартів інших країн: Таджикистану (до 2010 року), невизнаних ДНР, ЛНР, Абхазії та Південної Осетії.

## Таблиці застосовуваних кодових позначень

### Регіональне кодування
Цифрові коди, що застосовуються на реєстраційних знаках, з 01 по 89 спочатку збігалися з номерами регіонів — суб'єктів Російської Федерації в порядку їх перерахування в ст.65 п. 1 Конституції Російської Федерації в редакції на момент створення стандарту на державні автомобільні номери. Повний список цифрових кодів закріплений наказом Міністра внутрішніх справ Російської Федерації від 19 лютого 1999 року № 121 " Про державні реєстраційні знаки транспортних засобів», на даний момент застосовується Наказ МВС Росії від 05.10.2017 № 766
(ред. від 06.09.2021)
"Про державні реєстраційні знаки транспортних засобів». У ньому, зокрема, встановлюється: «на реєстраційних знаках транспортних засобів, ВІДНЕСЕНИХ ДО типу 1, допускається застосовувати в тризначному коді регіону в якості першої цифри коду цифру 1». Наказом Міністра внутрішніх справ Російської Федерації від 26 червня 2013 р № 478 «Про внесення зміни до переліку цифрових кодів регіонів Російської Федерації, застосовуваних на державних реєстраційних знаках транспортних засобів та іншої спеціальної продукції, необхідної для допуску транспортних засобів та їх водіїв до участі в дорожньому русі, затверджений наказом Міністра внутрішніх справ Російської Федерації від 28 березня 2002 р № 282» в Російській Федерації вводяться нові тризначні коди регіонів. Вони будуть починатися з цифри 7 і 9.[джерело не вказане 3037 днів]
| Код ДІБДР-ДАІ                                                                         | Регіон                                    | Федеральний округ               | Код до 1993 року       |
| ------------------------------------------------------------------------------------- | ----------------------------------------- | ------------------------------- | ---------------------- |
| 01                                                                                    | Адигея                                    | Південний                       | (КК, ЦП, ЦВ), АФ       |
| 02, 102                                                                               | Башкортостан                              | Приволзький                     | БА, БШ, ББ             |
| 03, 103                                                                               | Бурятія                                   | Далекосхідний                   | БУ                     |
| 04                                                                                    | Республіка Алтай                          | Сибірський                      | (АБ, АЛ), ГЛ, ГЯ       |
| 05                                                                                    | Дагестан                                  | Північно-Кавказький             | ДА                     |
| 06                                                                                    | Інгушетія                                 | Північно-Кавказький             | ЧИ                     |
| 07                                                                                    | Кабардино-Балкарія                        | Північно-Кавказький             | КБ                     |
| 08                                                                                    | Калмикія                                  | Південний                       | КЦ                     |
| 09                                                                                    | Карачаєво-Черкесія                        | Північно-Кавказький             | (СС, СТ)               |
| 10                                                                                    | Карелія                                   | Північно-Західний               | КС                     |
| 11, 111                                                                               | Республіка Комі                           | Північно-Західний               | КМ                     |
| 12                                                                                    | Марій Ел                                  | Приволзький                     | МС                     |
| 13, 113                                                                               | Мордовія                                  | Приволзький                     | МР                     |
| 14                                                                                    | Якутія                                    | Далекосхідний                   | ЯК                     |
| 15                                                                                    | Північна Осетія                           | Північно-Кавказький             | СЕ                     |
| 16, 116, 716                                                                          | Татарстан                                 | Приволзький                     | ТБ, ТТ                 |
| 17                                                                                    | Тива                                      | Сибірський                      | ТВ                     |
| 18, 118                                                                               | Удмуртія                                  | Приволзький                     | УД                     |
| 19                                                                                    | Хакасія                                   | Сибірський                      | (КЭ, КЯ), ХГ           |
| 21, 121                                                                               | Чувашия                                   | Приволзький                     | ЧУ                     |
| 22, 122                                                                               | Алтайський край                           | Сибірський                      | АБ, АЛ                 |
| 23, 93, 123, 193                                                                      | Краснодарський край                       | Південний                       | КК, ЦП, ЦВ, СО         |
| 24, 124, 84, 88                                                                       | Красноярський край                        | Сибірський                      | КЭ, КЯ                 |
| 25, 125, 725                                                                          | Приморський край                          | Далекосхідний                   | ПК, ПР                 |
| 26, 126                                                                               | Ставропольський край                      | Північно-Кавказький             | СС, СТ                 |
| 27                                                                                    | Хабаровський край                         | Далекосхідний                   | ХБ                     |
| 28                                                                                    | Амурська область                          | Далекосхідний                   | АМ                     |
| 29                                                                                    | Архангельська область                     | Північно-Західний               | АХ                     |
| 30, 130                                                                               | Астраханська область                      | Південний                       | АС                     |
| 31                                                                                    | Бєлгородська область                      | Центральний                     | БЕ                     |
| 32                                                                                    | Брянська область                          | Центральний                     | БР                     |
| 33                                                                                    | Владимирська область                      | Центральний                     | ВЛ                     |
| 34, 134                                                                               | Волгоградська область                     | Південний                       | ВД, ВХ                 |
| 35                                                                                    | Вологодська область                       | Північно-Західний               | ВО                     |
| 36, 136                                                                               | Воронезька область                        | Центральний                     | ВВ                     |
| 37                                                                                    | Івановська область                        | Центральний                     | ИВ                     |
| 38, 138, 85                                                                           | Іркутська область                         | Сибірський                      | ИР                     |
| 39, 91                                                                                | Калінінградська область                   | Північно-Західний               | КЛ, АО, ЕЕ             |
| 40                                                                                    | Калузька область                          | Центральний                     | КЖ                     |
| 41, 82                                                                                | Камчатський край                          | Далекосхідний                   | КЧ                     |
| 42, 142                                                                               | Кемеровська область                       | Сибірський                      | КЕ, ЦХ                 |
| 43                                                                                    | Кіровська область                         | Приволзький                     | КВ                     |
| 44                                                                                    | Костромська область                       | Центральний                     | КО                     |
| 45                                                                                    | Курганська область                        | Уральский                       | КН                     |
| 46                                                                                    | Курська область                           | Центральний                     | КУ                     |
| 47, 147                                                                               | Ленінградська область                     | Північно-Західний               | ЛО, ЛГ, СР             |
| 48                                                                                    | Липецька область                          | Центральний                     | ЛП                     |
| 49                                                                                    | Магаданська область                       | Далекосхідний                   | МА                     |
| 50, 90, 150, 190, 750, 790, 250, 550                                                  | Московська область                        | Центральний                     | МЕ, МЖ, МЗ, МЛ         |
| 51                                                                                    | Мурманська область                        | Північно-Західний               | МУ                     |
| 52, 152, 252                                                                          | Нижегородська область                     | Приволзький                     | ГО                     |
| 53                                                                                    | Новгородська область                      | Північно-Західний               | НО                     |
| 54, 154, 754                                                                          | Новосибірська область                     | Сибірський                      | НБ, НС                 |
| 55, 155                                                                               | Омська область                            | Сибірський                      | ОМ                     |
| 56, 156                                                                               | Оренбурзька область                       | Приволзький                     | ОБ                     |
| 57                                                                                    | Орловська область                         | Центральний                     | ОР                     |
| 58, 158                                                                               | Пензенська область                        | Приволзький                     | ПЕ                     |
| 59, 81                                                                                | Пермський край                            | Приволзький                     | ПМ, ПТ                 |
| 60                                                                                    | Псковська область                         | Північно-Західний               | ПС                     |
| 61, 161, 761                                                                          | Ростовська область                        | Південний                       | РД, РО, РП             |
| 62                                                                                    | Рязанська область                         | Центральний                     | РЯ                     |
| 63, 163, 763                                                                          | Самарська область                         | Приволзький                     | КШ, УК, РТ(М), ЕН(К)   |
| 64, 164                                                                               | Саратовська область                       | Приволзький                     | СА, СЖ                 |
| 65                                                                                    | Сахалінська область                       | Далекосхідний                   | СХ                     |
| 66, 96, 166, 196                                                                      | Свердловська область                      | Уральський                      | СВ, СФ                 |
| 67                                                                                    | Смоленська область                        | Центральний                     | СМ                     |
| 68                                                                                    | Тамбовська область                        | Центральний                     | ТА                     |
| 69                                                                                    | Тверська область                          | Центральний                     | КА                     |
| 70                                                                                    | Томська область                           | Сибірський                      | ТО                     |
| 71                                                                                    | Тульська область                          | Центральний                     | ТУ, ТЛ                 |
| 72, 172                                                                               | Тюменська область                         | Уральський                      | ТЮ, ТМ                 |
| 73, 173                                                                               | Ульяновська область                       | Приволзький                     | УЛ                     |
| 74, 174, 774                                                                          | Челябінська область                       | Уральський                      | ЧБ, ЧД, ЧЕ             |
| 75, 80                                                                                | Забайкальський край                       | Далекосхідний                   | ЧТ                     |
| 76                                                                                    | Ярославська область                       | Центральний                     | ЯР                     |
| 77, 97, 99, 197, 199, 777, 797, 799, 977, 277, 297                                    | Москва                                    | Центральний                     | МО, МК, МЛ, ММ, МТ, МН |
| 78, 98, 178, 198                                                                      | Санкт-Петербург                           | Північно-Західний               | ЛД, ЛЕ, ЛГ, СР, ЕС     |
| 79                                                                                    | Єврейська автономна область               | Далекосхідний                   | (ХБ), ЕЯ               |
| Україна                                                                               | Донецьк                                   | —                               | ДО, ДЦ                 |
| Україна                                                                               | Луганськ                                  | —                               | ВГ                     |
| Україна                                                                               | Республіка Крим                           | Південний                       | КР, ЦС                 |
| 83                                                                                    | Ненецький автономний округ                | Північно-Західний               | (АХ)                   |
| Херсон Україна                                                                        | Херсонська область                        | —                               | ХО                     |
| Україна                                                                               | Запорізька область                        | —                               | ЗП, ЗН                 |
| 86, 186                                                                               | Ханти-Мансійський автономний округ — Югра | Уральський                      | (ТЮ, ТМ)               |
| 87                                                                                    | Чукотський автономний округ               | Далекосхідний                   | (МА), ЧА               |
| 89                                                                                    | Ямало-Ненецький автономний округ          | Уральський                      | (ТЮ, ТМ)               |
| 92                                                                                    | Севастополь                               | Південний                       | (КР, ЦС)               |
| 94                                                                                    | Байконур                                  | арендована територія Казахстану | (КЗ)                   |
| 95                                                                                    | Чечня                                     | Північно-Кавказький             | ЧИ                     |
| Примітка: 1. 2. 3. 4. 5. Примітка: 1. 2. 3. 4. 5. 6. 7. 8. 9. 10. 11. 12. 13. 14. 15. |                                           |                                 |                        |

### Коди, що не використовуються
З кодів регіонів від 01 до 99 включно не використано лише 20 — анульований та замінений на 95 код Чеченської Республіки та 91 (крім спеціальних експортних транзитних номерів у Калінінградській області). Не видаються номери з кодом 88 Евенкійського автономного округа, що увійшов до складу Красноярського краю. Він був зарезервований у липні 2022 року для використання в підконтрольній Росією Харківській області разом з кодами інших регіонів, введеними в дію після їх анексії за аналогією з кодом Байконура, що орендується Росією, як території, що знаходяться за межами Російської Федерації і обслуговуються органами внутрішніх справ Російської Федерації. Дочірній код 188 видавався у серпні 2022 року у її контрольованій Росією частини, але після залишення ЗС РФ Куп'янська видача була припинена.

### Загальноросійська видача номерів з кодом 82
До 1 липня 2007 року код 82 був закріплений за Корякським автономним округом, але після утворення Камчатського краю видача номерів з цим кодом була припинена. Регіон був малонаселеним і з 1994 року там встигли видати 1548 номерів (від А001АА82 до А548АВ82), тому після приєднання до Російської Федерації у 2014 році Республіки Крим код 82 було вирішено закріпити за останній.
До 2016 року номери з кодом 82 видавалися виключно в Криму, але через дефіцит номерів в деяких регіонах, в них почали видавати серії номерів з Кримським кодом 82. Станом на березень 2017 року номери типу 1 з кодом 82 видавалися або видаються в наступних регіонах: Білгородська, Кемеровська, Курська область, Липецька, Новосибірська, Оренбурзька, Ростовська, Самарська та Ульяновська області; Пермський край, Ханти-Мансійське АТ; Санкт-Петербург та Чувашія.